# ロックフェラ
ロックフェラ (Rockefella) とは、イギリス産の競走馬及び種牡馬である。
父は大種牡馬ハイペリオン(Hyperion)、母は英二冠牝馬ロックフェル(Rockfel)で、競走馬としてはそれほど活躍しなかったものの、種牡馬としてゲイタイム（二冠馬メイズイの父）やチャイナロック（タケシバオーやハイセイコーの父）などを輩出し、特に日本競馬に大きな影響を与えた。父系子孫はハイペリオン系の中でもロックフェラ系と呼ばれることが多い。

## 経歴
母ロックフェルは、デビュー当初セリングレースでも入着できなかったところから、1938年の1000ギニーとオークスを制して二冠牝馬になると、秋にはチャンピオンステークスやエイントリーダービーでは牡馬を相手に完勝して、プリティーポリーやセプターと比較されるほどの名牝になった競走馬であった。しかしながら、ロックフェルは繁殖入り後間もなく腸捻転が原因で亡くなってしまい、唯一残した産駒が父ハイペリオンの牡馬、後のロックフェラであった。
ロックフェラは、3勝をあげたものの、競走馬としては特筆すべき成績は残さなかった。ところが、競走馬を引退して種牡馬になると、クラシック優勝馬などを輩出し、さらに産駒のチャイナロックは輸出された日本においてタケシバオーやハイセイコーを輩出してリーディングサイアーに輝く活躍をみせた。チャイナロックのほかにゲイタイムも二冠馬メイズイなどを輩出したため、日本では父系子孫をロックフェラ系と扱うことがある。

## おもな産駒
- Rockavon(GB,1958) - 1961年2000ギニー
- Linacre(GB,1960) - 1963年愛2000ギニー、クイーンエリザベス2世ステークス
- Outcrop(GB,1960) - 1963年ヨークシャーオークス　全姉妹はSharpen Upの母
- West Side Story(GB,1959) - 1962年ヨークシャーオークス
- バウンテイアス(GB,1958) - 1960年デューハーストステークス
- Rich and Rare(GB,1955) - 1957年チェヴァリーパークステークス
- Angela Rucellai(GB,1954) - 1957年伊1000ギニー、伊オークス
- Spree(GB,1960) - 1963年ナッソーステークス
- Carezza(GB,1953) - 1955年愛ベレスフォードプレート
- Rose Coral(IRE,1950) - 1953年英ダイアデムステークス
- Castle Rock(GB,1947) - 1950年グレイトヴォルティジュールステークス
- Bedecked(IRE,1955) - 1958年1000ギニー3着
- Good Brandy(GB,1950) - 1952年英シートンディラヴァルステークス
- La Rocca(1951) - 1954年ヨークシャーオークス3着

### 母の父として
- Hibernia(GER,1960) - 1963年愛オークス
- Sharpen Up(GB,1969) - 1971年ミドルパークステークス
- Appiani(ITY,1963) - 1966年伊ダービー
- Hi Q.(USA,1966) - 1971年ヴァニティーハンデキャップ
- Bounty Hawk(NZ,1980) - 1984年豪マッキノンステークス
- Rosalba(GB,1956) - 1959年クイーンエリザベス2世ステークス

## 血統表
| ロックフェラの血統              | ロックフェラの血統                                                                   | ロックフェラの血統                                                                   | （血統表の出典）                                                                     | （血統表の出典） |
| 父系                            | ハイペリオン系                                                                       | ハイペリオン系                                                                       | ハイペリオン系                                                                       | [ § 2 ]          |
| 父 Hyperion 1930 栗毛 イギリス  | 父の父Gainsborough 1915 鹿毛 イギリス                                                | Bayardo                                                                              | Bay Ronald                                                                           | Bay Ronald       |
| 父 Hyperion 1930 栗毛 イギリス  | 父の父Gainsborough 1915 鹿毛 イギリス                                                | Bayardo                                                                              | Galicia                                                                              |                  |
| 父 Hyperion 1930 栗毛 イギリス  | 父の父Gainsborough 1915 鹿毛 イギリス                                                | Rosedrop                                                                             | St. Frusquin                                                                         | St. Frusquin     |
| 父 Hyperion 1930 栗毛 イギリス  | 父の父Gainsborough 1915 鹿毛 イギリス                                                | Rosedrop                                                                             | Rosaline                                                                             |                  |
| 父 Hyperion 1930 栗毛 イギリス  | 父の母Selene 1919 鹿毛 イギリス                                                      | Chaucer                                                                              | St. Simon                                                                            | St. Simon        |
| 父 Hyperion 1930 栗毛 イギリス  | 父の母Selene 1919 鹿毛 イギリス                                                      | Chaucer                                                                              | Canterbury Pilgrim                                                                   |                  |
| 父 Hyperion 1930 栗毛 イギリス  | 父の母Selene 1919 鹿毛 イギリス                                                      | Serenissima                                                                          | Minoru                                                                               | Minoru           |
| 父 Hyperion 1930 栗毛 イギリス  | 父の母Selene 1919 鹿毛 イギリス                                                      | Serenissima                                                                          | Gondolette                                                                           |                  |
| 母 Rockfel 1935 黒鹿毛 イギリス | 母の父Felstead 1925 鹿毛 イギリス                                                    | Spion Kop                                                                            | Spearmint                                                                            | Spearmint        |
| 母 Rockfel 1935 黒鹿毛 イギリス | 母の父Felstead 1925 鹿毛 イギリス                                                    | Spion Kop                                                                            | Hammerkop                                                                            |                  |
| 母 Rockfel 1935 黒鹿毛 イギリス | 母の父Felstead 1925 鹿毛 イギリス                                                    | Felkington                                                                           | Lemberg                                                                              | Lemberg          |
| 母 Rockfel 1935 黒鹿毛 イギリス | 母の父Felstead 1925 鹿毛 イギリス                                                    | Felkington                                                                           | Comparison                                                                           |                  |
| 母 Rockfel 1935 黒鹿毛 イギリス | 母の母Rockliffe 1928 鹿毛 イギリス                                                   | Santorb                                                                              | Santoi                                                                               | Santoi           |
| 母 Rockfel 1935 黒鹿毛 イギリス | 母の母Rockliffe 1928 鹿毛 イギリス                                                   | Santorb                                                                              | Countess Torby                                                                       |                  |
| 母 Rockfel 1935 黒鹿毛 イギリス | 母の母Rockliffe 1928 鹿毛 イギリス                                                   | Sweet Rocket                                                                         | Rock Flint                                                                           | Rock Flint       |
| 母 Rockfel 1935 黒鹿毛 イギリス | 母の母Rockliffe 1928 鹿毛 イギリス                                                   | Sweet Rocket                                                                         | Bustle                                                                               |                  |
| 母系(F-No.)                     | 7号族(FN:7-a)                                                                        | 7号族(FN:7-a)                                                                        | 7号族(FN:7-a)                                                                        | [ § 3 ]          |
| 5代内の近親交配                 | Galicia S4×M5=9.38%、St. Simon S4×S5=9.38%、Galopin S5xS5=6.25%、Cyllene S5×M5=6.25% | Galicia S4×M5=9.38%、St. Simon S4×S5=9.38%、Galopin S5xS5=6.25%、Cyllene S5×M5=6.25% | Galicia S4×M5=9.38%、St. Simon S4×S5=9.38%、Galopin S5xS5=6.25%、Cyllene S5×M5=6.25% | [ § 4 ]          |
| 出典                            | 1. 2. 3. 4.                                                                          | 1. 2. 3. 4.                                                                          | 1. 2. 3. 4.                                                                          | 1. 2. 3. 4.      |

クロスされたGalicia産駒のうち３代父でセントレジャー勝馬のバヤルドはダービーにおいて二冠馬ミノルに破れたが、ミノルの父シリーン産駒の半弟レンバーグはダービー馬で、兄の雪辱を果たしており、ロックフェラの血統表中にはこれらのライバルの血が残されている。